# John Diefenbaker
John George Diefenbaker (/ diːfənˌbeɪkər /; ngày 18 tháng 9 năm 1895 - ngày 16 tháng 8 năm 1979) là Thủ tướng Canada thứ 13, phục vụ từ 21 tháng 6 năm 1957, đến tháng 22 tháng 4 năm 1963. Ông là lãnh đạo đảng Bảo thủ Tiến bộ duy nhất giữa năm 1930 và 1979 lãnh đạo đảng giành một chiến thắng trong bầu cử, được ba lần, dù chỉ một lần với một đa số ghế trong Hạ viện Canada.
Diefenbaker sinh ra ở tây nam Ontario vào năm 1895. Năm 1903, gia đình ông di cư về phía tây đến các phần của vùng lãnh thổ Tây Bắc trong đó sẽ không lâu sau đó trở thành tỉnh Saskatchewan. Ông lớn lên trong tỉnh, và tỏ ra quan tâm chính trị từ khi còn trẻ. Sau khi nghĩa vụ quân sự ngắn trong Thế chiến I, Diefenbaker trở thành luật sư. Ông tranh cử qua các năm 1920 và 1930 với rất ít thành công cho đến khi cuối cùng anh cũng được bầu vào Hạ viện năm 1940